# Hannelore Rönsch

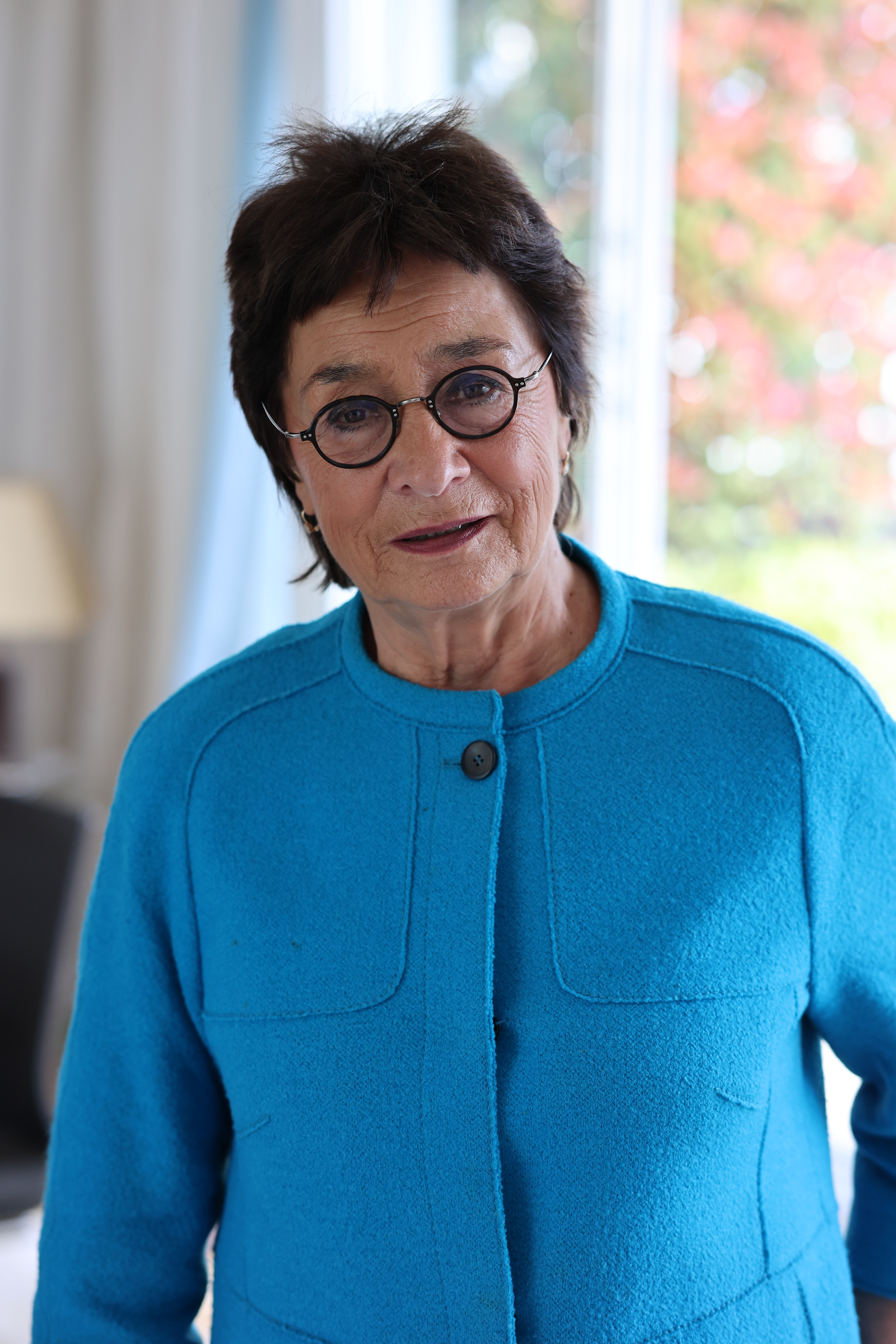
Hannelore Rönsch (2024)

Hannelore Rönsch z domu Heinz (ur. 12 grudnia 1942 w Wiesbaden-Schierstein) – niemiecka polityk, działaczka Unii Chrześcijańsko-Demokratycznej (CDU), posłanka do Bundestagu, w latach 1991–1994 minister do spraw rodziny i osób starszych.

## Życiorys
Ukończyła szkołę handlową, do 1962 pracowała jako urzędniczka w policji kryminalnej, następnie do 1983 w heskim przedsiębiorstwie mieszkaniowym „Nassauische Heimstätte”. W 1963 wstąpiła do CDU. W latach 1983–2002 sprawowała mandat deputowanej do Bundestagu. Od 1994 do 2000 zajmowała stanowisko wiceprzewodniczącej frakcji CDU/CSU w tej izbie. W latach 1991–1994 pełniła funkcję ministra do spraw rodziny i osób starszych. Była przewodniczącą rady kuratorów fundacji Stiftung „Daheim im Heim” (1993–2010) i prezesem stowarzyszenia Niemieckiego Czerwonego Krzyża w Hesji (2000–2014).